# Vilhelm av Gellone

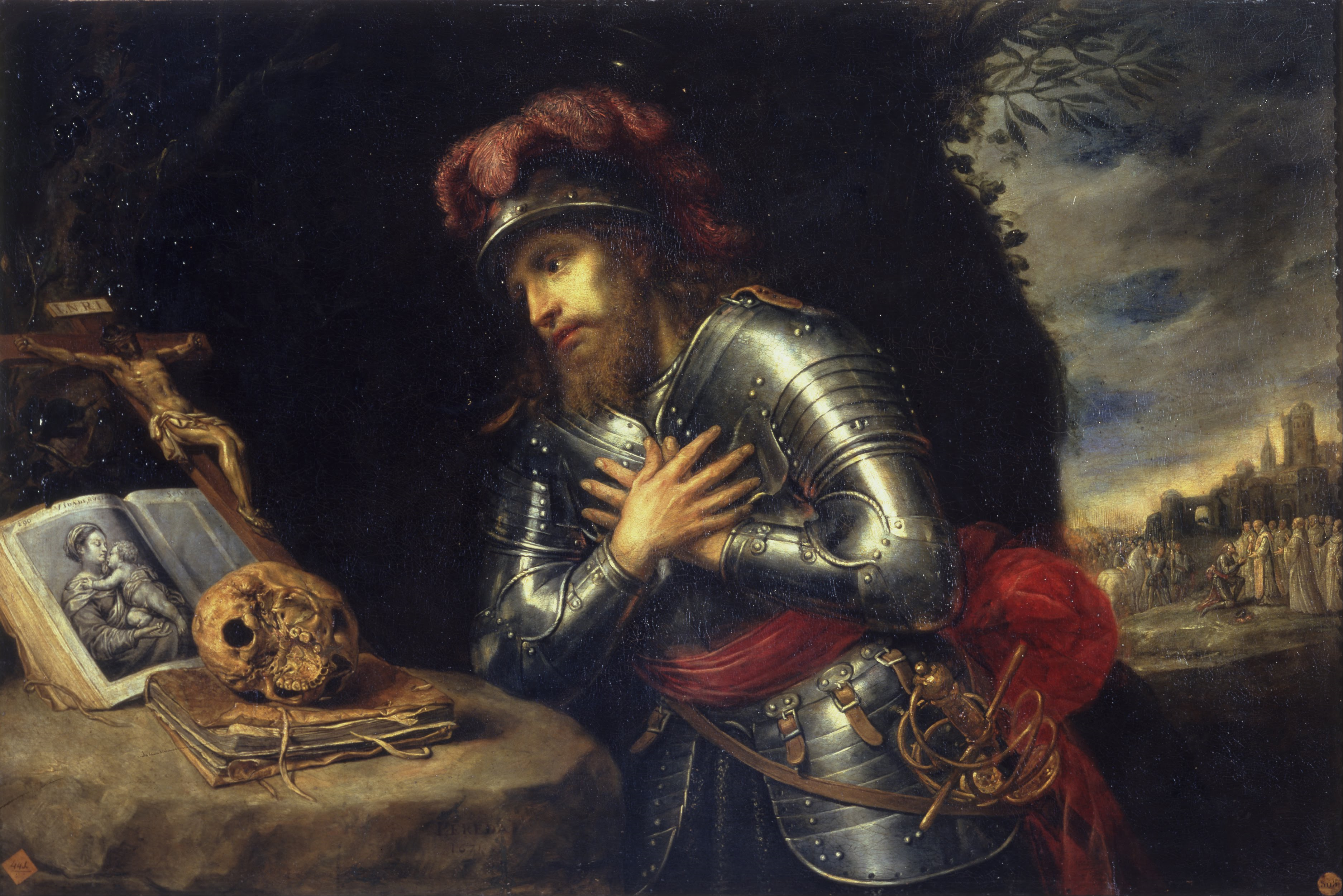
San Guillermo de Aquitania, målning från 1671 av Antonio de Pereda.

Vilhelm av Gellone eller Vilhelm av Akvitanien (franska: Guillaume de Gellone eller d'Aquitaine), född 750 eller 755, död mellan 28 maj 812 och 21 maj 815, var en frankisk riddare och munk. Han var hertig/greve av Toulouse mellan 790 och 812 / 815.

## Biografi
Han var dotterson till Karl Martell och kusin till Karl den store, och greve av Toulouse från 790. I Vita Hludovici från 800-talet beskrivs hur Vilhelm stred mot saracener i Córdoba år 801. År 804 grundade han klostret i Gellone, idag Saint-Guilhem-le-Désert, och blev munk där 806. Han helgonförklarades 1066 av Alexander II. Han är föremål för en hagiografi från 1000- eller 1100-talet, Vita Sancti Willelmi.
Under namnet Guillaume d'Orange är han känd från en svit hjältedikter av typen chanson de geste. Den kändaste av dessa är Chanson de Guillaume, som tillsammans med Rolandssången och Gormont et Isembart hör till de äldsta verken inom stilen.
I den första halvan av Chanson de Guillaume, som tros härstamma från 1000-talet, kämpar Guillaume mot saracenerna i L'Archamp. I den andra halvan, tillkommen under första halvan av 1100-talet, är han understödd av jätten Rainouard, en saracen som konverterat till kristendomen. Ett annat exempel är Prise d'Orange från slutet av 1100-talet, som skildrar hur Guillaume befriar Orange från saracenerna och gifter sig med stadens drottning Orable.